# 헬싱키 노동자협회
헬싱키 노동자협회(핀란드어: Helsingin Työväenyhdistys; HTY 헬싱긴 튀외배에뉘흐디스튀스[*])는 1883년 헬싱키에서 만들어진 노동자협회로, 핀란드 최초의 노동자 단체다. 산하에 지역별 지회, 합창단, 관현악단, 체육회, 여성조직 등 50여 개의 부문조직이 있다. 하카니에미의 헬싱키 노동자회관의 유지관리를 맡고 있는 것도 HTY다.
HTY는 본래 가구 사업가 빅토르 율리우스 폰 브리크트가 노동자들의 급진화를 막기 위해 설립한 것으로, 초대 협회장인 폰 브라이트의 성향을 따라 초기에는 부르주아적 사회자유주의 성향(소위 브리크트식 노동운동)의 단체였다.  그러다 1890년대부터 사회주의적 성향을 띠게 되었다.
HTY의 여성부문조직은 1898년 만들어졌고, 초대 의장은 루키나 하그만이었다. 현재 HTY 여성부문조직은 좌파동맹을 우당으로 삼고 있다.